# Amajić
Amajić (Servisch cyrillisch: Амајић) is een plaats in de Servische gemeente Mali Zvornik. De plaats telt 186 inwoners (2002).